# Тимофеевский, Александр Павлович
Александр Павлович Тимофеевский (13 ноября 1933, Москва — 7 января 2022, там же) — русский писатель, поэт и сценарист, редактор.
Широкую известность Тимофеевскому в 1971 году принесла «Песенка Крокодила Гены» из мультфильма «Чебурашка» на музыку композитора В. Я. Шаинского. Лауреат литературной премии Союза писателей Москвы «Венец» (2006).

## Биография
Родился в Москве 13 ноября 1933 года в семье военврача Павла Павловича Тимофеевского и его жены Ирины Александровны Нестор. Внук профессора медицины Павла Ильича Тимофеевского, который был «начальником санитарного поезда в Ставке, когда царь давал отречение», а затем перешёл на сторону красных. Другой дед, Александр Александрович Нестор, был столбовым дворянином. Оба деда, приходившиеся друг другу двоюродными братьями, в советское время были репрессированы. Воспитывался бабушками, так как родители разошлись. С начала 1941 года жил в Ленинграде. В феврале 1942 года был эвакуирован сначала в Челябинск, а затем в Свердловск. В 1944 году вернулся в Москву, где мать работала заведующей учебной частью ГИТИСа. С 14 лет занимался в литературном кружке при Центральном Доме пионеров.
В 1953 году поступил на сценарный факультет Всесоюзного государственного института кинематографии, который окончил в 1958 году. Работал редактором на киностудии «Таджикфильм», в 1963—1983 годах — редактором на киностудии «Союзмультфильм», позднее — на студии «Мульттелефильм» ТО «Экран». Некоторое время был художественным руководителем кинотеатра «Баррикады». Писал сценарии мультфильмов и песни к ним. Так, была написана знаменитая песенка крокодила Гены («Пусть бегут неуклюже…»), прозвучавшая в мультфильме «Чебурашка».
Стихи начал писать в начале 1950-х годов. Впервые «опубликовался» в рукописном сборнике А. Гинзбурга «Синтаксис» (1959—1960). Долгие годы писал стихи «в стол». Первый сборник стихов «Зимующим птицам» был издан лишь в начале 1990-х годов. Неизбалованный известностью, называет себя «в закрытое окно России не достучавшийся поэт».
По мнению Данилы Давыдова, поэзия Тимофеевского нацелена на поиск некоторых общих закономерностей бытия:

Тимофеевский оперирует разными уровнями смысла и на разных уровнях может быть прочитан; он не очень удобен для встраивания его в какую-либо тенденцию, однако именно это и делает его поэзию — несмотря на принципиальную «немодность» — очень современной.
В марте 2014 года вместе с рядом других деятелей науки и культуры выразил своё несогласие с политикой российской власти на Украине и в Крыму.
Скончался 7 января 2022 года в Москве на 89-м году жизни после продолжительной болезни. Похоронен 12 января на Троекуровском кладбище (35 уч.).

## Семья
- Первая жена (с 1956 года) — Ирина Александровна Улановская (1937—1961), студент-медик, дочь разведчиков-нелегалов Александра и Надежды Улановских, сестра переводчицы Майи Улановской[15]. Умерла в Душанбе в результате врачебной ошибки от передозировки анестетика во время диагностической процедуры.
  - Сын — Александр Тимофеевский-младший (1958—2020), литератор, кинокритик и журналист.
- Вторая жена (с 1968 года) — Людмила Васильевна Кичина, экономист, заместитель секретаря комсомольской организации киностудии «Мосфильм».
- Третья жена (с 1972 года) — Инна Иосифовна Рубинштейн (р. 1945).
  - Сын — Павел Александрович Тимофеевский (род. 1984), пианист.
- Четвертая жена (с 1988 года) — Наталья Григорьевна Дьякова (р. 1951), канд. биол. наук, главный редактор журнала «Праздник», редактор киностудии «Союзмультфильм». Помогла напечатать, составить и опубликовать книги поэта.

## Признание
- Член Академии кинематографических искусств «Ника», АСИФА, Союза писателей Москвы;
- Лауреат поэтических премий журнала «Дружба народов»;
- Лауреат литературной премии Союза писателей Москвы «Венец» («за пронзительность лирических откровений и независимую позицию в литературе») (2006)[1].;
- В 2007 году книга «Письма в Париж о сущности любви» удостоена премии «Московский счёт»;
- В 2009 году журнал «Новый мир» присудил Тимофеевскому премию «Антология» (за книгу «Краш-тест»);
- В 2015 году лауреат премии «Независимой газеты» «Нонконформизм» в разделе «Нонконформизм-Спецноминация»
- В 2018 году Александр Тимофеевский — лауреат премии «Писатель XXI века» в номинации «Поэзия» за 2017 год за сборник стихов «Я здесь родился»[16].
- В 2020 году книга Александра Тимофеевского «Кулинария эпохи застолья» заняла первое место в номинации «Художественная литература» на V премии «На Благо Мира»[17][18][19][20][21][22][23][24][25].

## Сочинения

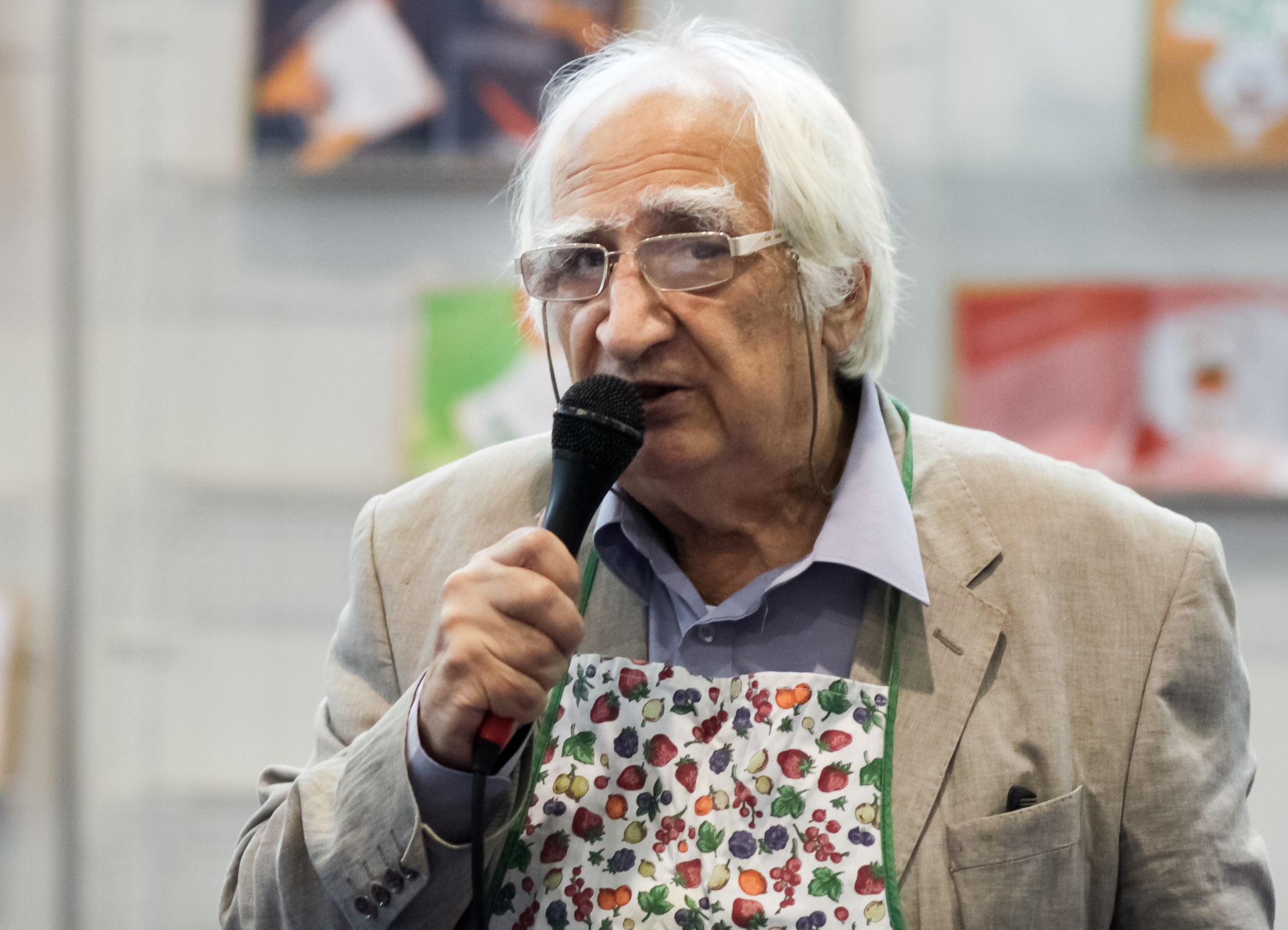
Презентация книги «Лучший повар — это я» на ММКВЯ—2011

### Стихи
- «Зимующим птицам»: Книга стихов. — М.: Гуманитарный фонд, 1992.
- «Песня скорбных душой»: Книга стихов. — М.: Книжный сад, 1998. — 208 с. — 1000 экз.
- «Опоздавший стрелок». — М.: Новое литературное обозрение, 2003.
- «Сто восьмистиший и наивный Гамлет». — М.: ОГИ, 2004.
- «Письма в Париж о сущности любви»: Книга стихов. — М.: Дом-музей Марины Цветаевой, 2005.
- «Размышления на берегу моря». — М.: Воймега, 2008.
- «Краш-тест». — М.: Время, 2009.
- «Ответ римскому другу». — М.: Время, 2011.
- «Гамлет в красном поясе». — М.: Время, 2013.
- «Поговорить бы с пустотою». — М.: Воймега, 2014.
- «Время вспять». — М.: ArtHouse Media, 2016.
- «Я здесь родился». — М.: Издательство Евгения Степанова, 2017. — (Книжная серия «Авангранды»).
- «Избранное». — М.: Воймега, 2018.
- «Метаморфозы в Сиракузах. Стихи и о стихах». — М.: Время, 2020.
- «Кулинария эпохи застолья». — Вита Нова, Санкт-Петербург, 2020.

### Книги для детей
- «Снегурка». — М., 1971.
- «Дюймовочка». — М., 1973.
- «Неразбериха». — М., 1974.
- «Капризная принцесса». — М., 1976.
- «Лев и два быка». — М., 1976.
- «Богородская игрушка». — М., 1987.
- «Коротышка — зелёные штанишки». — М., 1990.
- «Маэстро мыльных пузырей»: Книга песен. — М.: Киноцентр, 1992.
- «Песни крокодила Гены и другие стихи». — М.: Век-2, 1999.
- «Новые песенки крокодила Гены». — М.: Век-2, 1999.
- «Азбука». — М.: Век-2, 1999.
- «Веселая геометрия»: Стихи. — М.: Омега, 1999.
- «Чудеса в зоопарке» / Московский зоопарк. — М.: Галерея Леонида Шишкина, 2006.
- «Пусть бегут Неуклюжи»: Стихи для семейного чтения. — М.: Самокат, 2008.
- «Лучший повар это я». — М.: Самокат, 2011.
- «Мы по скверику гуляли»: Поэтический сборник для младшего и школьного возраста. — М.: Самокат, 2012.
- «Азбука Буратино». — М.: Эксмо, 2012.
- «Суп с котом». — М.: КомпасГид, 2013.
- «День рождения». — М.: Эксмо, 2014.
- «Как холодильник стал будильником»: Стихи для детей. — М.: Б.С.Г. Пресс, 2015.
- «Клоуниада». — М.: КомпасГид, 2015.
- «Зоопарк». — М.: КомпасГид, 2015.
- «Я енот». — М.: Альпина, 2016.
- «Пусть бегут неуклюже». — М.: Малыш, 2017.
- «Нянюшкины сказки». — М.: Б.С.Г. Пресс, 2018.

### Публикации
«Самиздат века», Антология из серии «Итоги века», Полифакт 1997 г., журналы «Юность» (1988), «Согласие» (Литва, 1989), «Сельская молодёжь» (1989), «Стрелец», «Континент», газета «Русская мысль», журналы «Дружба народов», «Новый мир», «Знамя», «Время и мы», «Встречи», «Кольцо А», альманах «Мир Паустовского» и другие.

### Мультипликационные фильмы
Автор текста
1. 1969 «Снегурка»
2. 1970 «Лев и два быка»
3. 1971 «Голубая планета»
4. 1971 «Неразбериха»
5. 1972 «Не спеши»
6. 1973 «Ходжа-насыр — богохульник (прозрение)»
7. 1981 «Говорящие руки Траванкора»
8. 1984 «Переменка № 3. Наш дом»
9. 1985 «Загадка сфинкса»

Текст песен (стихов)
1. 1969 «Золотой мальчик»
2. 1971 «Чебурашка»
3. 1972 «Ты враг или друг?»
4. 1974 «Состязание»
5. 1975 «Мук-скороход»
6. 1977 «Мальчик-с-пальчик»
7. 1977 «Праздник непослушания»
8. 1982 «Живая игрушка»
9. 1983 «Летающий жираф»
10. 1984—1990 «КОАПП»
11. 1985 «Дереза»
12. 1989 «Сестрички-привычки»
13. 1989 «Доктор Бартек и смерть»
14. 2001 «Песенка о мультипотаме»
15. 2018 «Гофманиада»

Сценарист
1. 1974 «Проделкин в школе»
2. 1975 «Уступите мне дорогу»
3. 1975 «Мук-скороход»
4. 1975 «Медной горы хозяйка»
5. 1976 «Петя и волк»
6. 1976 «Малахитовая шкатулка»
7. 1977 «Каменный цветок»
8. 1978 «Почтарская сказка»
9. 1979 «Северная сказка»
10. 1981 «Бибигон»
11. 1981 «Белая бабочка»
12. 1981 «Про Джиртдана — великана 1»
13. 1982 «Робинзон и самолёт»
14. 1983 «Путь в вечность»
15. 1983 «Лебеди»
16. 1984 «По щучьему велению»
17. 1985 «Загадка сфинкса»
18. 1985 «Рикэ-хохолок»
19. 1985 «Дедушкина дудочка»
20. 1986 «История о девочке, наступившей на хлеб»
21. 1986 «Сказки старого усто»
22. 1987 «Коротышка-зелёные штанишки»
23. 1987 «Мышь и верблюд»
24. 1987 «Судья и странник»
25. 1988 «Чудесное яблоко»
26. 1988 «Чудесное лекарство»
27. 1989 «Музыкальный магазинчик»
28. 1992 «Великая битва слона с китом»
29. 1992 «Жил отважный капитан»
30. 1996 «Королевская игра»
31. 2000 «Весёлая карусель № 32. Чего на свете нету»
32. 2001 «Песенка о мультипотаме»
33. 2001 «Ёлочка для всех»
34. 2007 «Новые приключения Мюнхгаузена»
35. 2009 «Про Красную Шапочку, волка и барона Мюнхгаузена. Новые, никому не известные, приключения барона Мюнхгаузена»

Редактор
1. 1965 «Горячий камень»
2. 1966 «Человек в рамке»
3. 1966 «Зайдите, пожалуйста!»
4. 1966 «Происхождение вида»
5. 1967 «Гора динозавров»
6. 1967 «Кузнец-колдун»
7. 1967 «Скамейка»
8. 1967 «Слонёнок»
9. 1978 «Когда растаял снег»
10. 1978 «Как тоску одолели»
11. 1978 «Честное слово»
12. 1978 «Златовласка»
13. 1980 «Почему слоны?»
14. 1980 «Колесо Фортуны»
15. 1981 «Девичьи узоры»
16. 1981 «Великолепный Гоша 3»
17. 1982 «Бюро находок (фильм 1)»
18. 1982 «Бюро находок (фильм 2)»
19. 1982 «Великолепный Гоша 4»
20. 1982 «Великолепный Гоша 5»
21. 1982 «Великолепный Гоша 6»
22. 1982 «Великолепный Гоша 7»
23. 1982 «Кошкин дом»
24. 1982 «Старуха, дверь закрой!»
25. 1983 «Синичкин календарь. Весна»
26. 1983 «Синичкин календарь. Зима»
27. 1983 «Великолепный Гоша 8»
28. 1983 «Следствие ведут Колобки (фильм 1)»
29. 1983 «Следствие ведут Колобки (фильм 2)»
30. 1984 «Найда»
31. 1984 «Синичкин календарь. Осень»

### Сериалы
1. 1984—1990 «КОАПП» (всего 18 фильмов) — автор текстов песен

### Художественные фильмы
1. «Лето сорок третьего года» — сценарист
2. «На златом крыльце сидели» — автор текстов песен
3. «Сказки старого волшебника» — автор текстов песен
4. «Не бойся, я с тобой» — автор текста песен

### Документальные фильмы
1. «Жил-был Максим» — автор текста песен